# Greg Wiltjer
Gregory Hilko Wiltjer, detto Greg (Whitehorse, 26 novembre 1960), è un ex cestista canadese, professionista in Italia, Spagna, Grecia, Argentina e Portogallo.
È padre di Kyle Wiltjer, cestista con un passato in NBA, e di Jordan Adams, ex-cestista WNBA.

## Carriera
Venne selezionato dai Chicago Bulls al secondo giro del Draft NBA 1984 (43ª scelta assoluta).
Con il Canada disputò i Giochi olimpici di Los Angeles 1984, tre edizioni dei Campionati mondiali (1982, 1986, 1994) e tre dei Campionati americani (1984, 1992, 1995).

## Palmarès
- Liga catalana: 1

Barcellona: 1985
- Campionato greco: 2

Aris Salonicco: 1987-88, 1988-89
- Coppa di Grecia: 2

Aris Salonicco: 1987-88, 1988-89
- Coppa delle Coppe: 1

Barcellona: 1985-86